# Cairngorms
Els Cairnngorms són una serralada de muntanyes d'Escòcia a les seves Terres Altes de l'Est, estan estretament relacionades amb la muntanya del mateix nom: Cairn Gorm.

## Nom
Cairn Gorm significa en gaèlic escocès turons vermells (Red hills) de vegades traduït com turons blaus (Blue hills).

## Localitzacíó i superfície

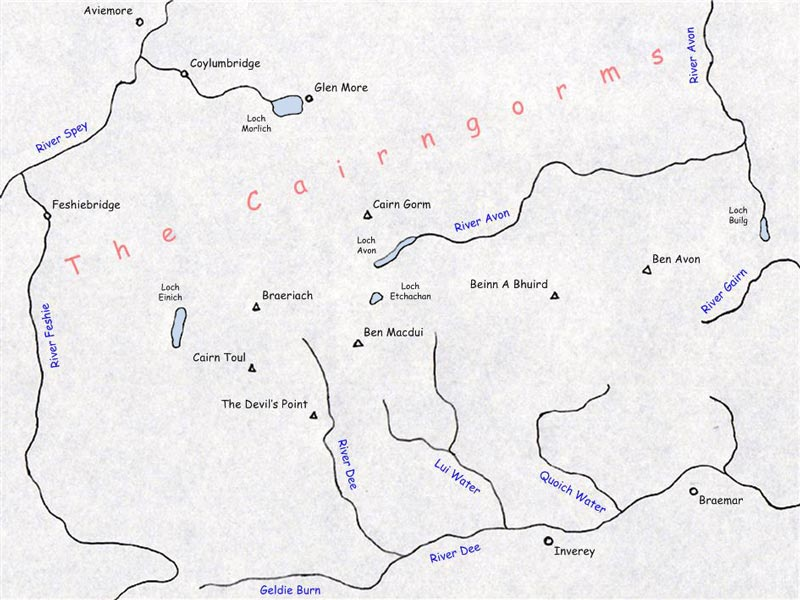
Mapa de les Cairngorms.

Encara que els Cairngorms són dins del Cairngorms National Park, només en formen una petita part. Watson (1975) delinià el massís Cairngorm entre Aviemore al nord-oest, Glen Gairn, Braemar al sud-est i Glen Feshie al sud-oest.
Al sud dels Cairngorms hi ha una serralada separada i diferent, Els Grampians (Grampian Mountains). La majoria dels Cairngorms es troben al comtat escocès d'Aberdeenshire arribat a Inverness-shire a l'oest i a Banffshire al nord.

## Topografia
The Cairngorms consten d'un altiplà envoltat per muntanyes arrodonides glacials.
El cim de Lairig Ghru fa 835 metres i el del The Sneck és de 970 metres. Caminant es pot anar entre el Cairntoul (1293m) – Braeriach (1296m) fins al Ben Macdui (1309m) – Cairn Gorm (1245m) i des del Beinn a' Bhùird (1196m) – Ben Avon (1171m) sense davallar dels 740m del Lairig i Laoigh.
Els Cairngorms formen part del segon parc nacional escocès.
Els Cairngorms són els altiplans més alts, més freds i més nivosos de les Illes britàniques i són on hi ha cinc de les sis muntanyes més altes d'Escòcia: 
- Ben Macdhui (1309 m)
- Braeriach (1296 m)
- Cairn Toul (1293 m)
- Sgor an Lochain Uaine (1258 m)
- Cairn Gorm (1245 m)

Els Cairngorms representen la principal barrera per viatjar i pel comerç a través d'Escòcia i contribueixen a crear el caràcter de les Highlands que persisteix actualment. La zona està poc poblada.
Aquesta regió és drenada pel rius Dee i Spey.

## Clima
Al gener la mitjana de les temperatures màximes és de -1,3 °C (mínimes de -5,5) i al juliol de 9,5 (mínimes de 4,2)

## Assentaments als Cairngorms
- Aviemore
- Tomintoul
- Dulnain Bridge
- Newtonmore
- Dalwhinnie
- Kingussie
- Boat of Garten
- Nethy Bridge
- Ballater
- Braemar
- Carrbridge